# FK Sarajevo
FK Sarajevo je nogometni klub iz Sarajeva, glavnog grada Bosne i Hercegovine. Trenutačno se natječe Premijer ligi BiH.
Klub je osnovan 24. listopada 1946. U bivšem prvenstvu Jugoslavije, osvojio je dva naslova prvaka, i šesti je na jugoslavenskoj nogometnoj ljestvici svih vremena.
Sarajevo svoje domaće utakmice igra na stadionu „Asim Ferhatović Hase”, često zvan "Koševo", s kapacitetom od 30.121 sjedala. Navijači kluba su "Horde zla", koji postoje od 1987. godine.

## Nagrade i uspjesi
- Nogometna Premijer liga Bosne i Hercegovine

Prvak (4): 2006./07., 2014./15., 2018./19., 2019./20.
Doprvak (4): 2005./06., 2010./11., 2012./13., 2020./21.
- Nogometni kup Bosne i Hercegovine

Prvak (6): 2001./02., 2004./05., 2013./14., 2018./19., 2020./21., 2024./25.
Doprvak (2): 2000./01., 2016./17., 2021./22.
- Prva nogometna liga NS BiH

Prvak (1): 1998./99.1
Doprvak (3): 1994./95., 1996./97., 1997./98.
- Kup NS BiH

Prvak (2): 1996./97., 1997./98.
Doprvak (1): 1998./99.
- Superkup NS BiH

Prvak (1): 1996./97.
- Prvenstvo Jugoslavije u nogometu

Prvak (2): 1966./67., 1984./85.
Doprvak (2): 1964./65., 1979./80.
- Kup maršala Tita

Finalist (2): 1966./67., 1982./83.
1 Zbog sukoba nogometnih saveza BiH i HB oko igranja Veleža na stadionu Bijeli Brijeg, razigravanje 1999. godine nije odigrano. Zbog toga, Sarajevu je dodijeljen naslov prvaka sezone 1998./99.

## Poznatiji igrači
- Boško Antić
- Zijad Arslanagić
- Ibrahim Biogradlić
- Milenko Bajić
- Miroslav Blažević
- Miroslav Brozović
- Miloš Đurković
- Mirsad Fazlagić
- Asim Ferhatović
- Nijaz Ferhatović
- Faruk Hadžibegić
- Dragan Jakovljević
- Mehmed Janjoš
- Sead Jesenković
- Davor Jozić
- Mirza Kapetanović
- Franjo Lovrić
- Zoran Lukić
- Senad Merdanović
- Refik Muftić
- Husref Musemić
- Vahidin Musemić
- Džemaludin Mušović
- Fuad Muzurović
- Predrag Pašić
- Fahrudin Prljača
- Boško Prodanović
- Ferid Radeljaš
- Ante Rajković
- Srebrenko Repčić
- Radomir Savić
- Dragan Simić
- Safet Sušić
- Sreten Šiljkut
- Edhem Šljivo
- Suad Švraka
- Zijad Švrakić
- Anđelko Tešan
- Risto Vidaković
- Želimir Vidović
- Svetozar Vujović
- Slaviša Vukićević
- Dobrivoje Živkov
- Elvir Baljić
- Džemal Berberović
- Ninoslav Milenković
- Alen Škoro
- Almir Turković
- Mirza Varešanović
- Boris Živković
- Marcel Žigante

## Vanjske poveznice
- Službena stranica (boš.)
- Bordo vremeplov (boš.)
- Sezone (boš.)
- FK Sarajevo info (boš.)
- FK Sarajevo na UEFA.com (engl.)
- Službena navijačka stranica (boš.)